# Portrait d'un hallebardier
Le Portrait d'un hallebardier est une peinture à l'huile sur panneau de bois transférée sur toile (92 × 72 cm) du Pontormo datant de  1529-1530 ou 1537 et conservée au J. Paul Getty Museum de Los Angeles.

## Historique
Selon un inventaire réalisé en 1612, dans lequel il est répertorié comme étant un portrait du jeune Cosme Ier de Medicis âgé de 18 ans et victorieux après la bataille de Montemurlo en 1537, le tableau se trouve, après la mort du florentin Riccardo Romolo Riccardi, dans la famille Riccardi. De 1748 à 1813, il appartient à Jean-Baptiste-Pierre Lebrun, petit-neveu de Charles Le Brun. Lors d'une vente aux enchères à Paris le 20 mars 1810, le tableau est acquis par le cardinal Joseph Fesch, oncle de Napoléon Bonaparte et l'un des plus importants collectionneurs d'art de son temps. Après de nouveaux changements de propriétaire, il est probablement entré en 1861 dans les collections de Mathilde Bonaparte où il reste jusqu'en 1904,. 
Le 17 mai 1904, le tableau est acheté, lors d'une vente aux enchères, par le collectionneur d'art Eugène Kraemer. Il est acquis en 1914, toujours aux enchères, par l'homme d'affaires américain et directeur de la Citibank de New York, James Stillman. Le tableau est depuis lors aux États-Unis. Après la mort de James Stillman, il revient en héritage à Charles Chauncey Stillman (1877-1926) et est acquis en 1927 par Chauncey Devereaux Stillman (1907-1989). Jusqu'en 1970, il est prêté à la Frick Collection de New York. Après la mort de Chauncey Devereaux Stillman, il est proposé à la vente chez Christie's et est adjugé au J. Paul Getty Museum le 31 mai 1989, réalisant le plus gros bénéfice jamais obtenu pour une œuvre d'art ancien (Old Masters) : 35,2 millions de dollars,,.
Les spécialistes considèrent désormais que le portrait est celui de Francesco Guardi, dont Giorgio Vasari mentionne dans ses Vite qu'il fait l'objet d'un portrait de Pontormo : « Au moment du siège de Florence, il [Pontormo] dépeint Francesco Guardi en costume de soldat dans ce qui est une très belle œuvre. ». Le garçon, né en 1514 et résidant dans le quartier de Borgo la Croce (it), n'est alors qu'un adolescent et, pendant le siège de Florence par les troupes impériales de Charles Quint, un très jeune soldat de la République florentine. Dans le catalogue d'exposition du Philadelphia Museum of Art de 2004, le tableau est présenté sous le titre Francesco Guardi en hallebardier et ainsi identifié avec le portrait que Vasari décrit. Cette même identification, publiée par Elizabeth Cropper (en) en 1997, est également utilisée par le J. Paul Getty Museum.

## Composition
Le portrait à mi-corps représente un jeune homme élégant occupant tout le cadre, vêtu d'une veste blanc cassé à larges manches, coiffé d'un béret rouge, tenant fermement dans la main droite une hallebarde dont la lame est coupée au bord supérieur de l'image, tandis que sa main gauche est posée négligemment sur la hanche.
Il se tient fièrement devant un fond monochrome d'un vert sombre presque noir sur lequel l'angle d'un solide rempart est à peine visible. Le haut de son pantalon rouge est attaché à la veste par des lacets. Une chemise en soie blanche apparaît au dessus du col montant, aux poignets et entre le bas de la veste et la braguette du pantalon. La veste bouffante est serrée, soulignant une taille fine, par une ceinture en cuir étroit à laquelle est accrochée une épée de parade. Il porte une longue chaîne dorée autour du cou, et sur le béret un médaillon doré sur lequel est représentée la lutte entre Héraclès et Antée.
Le rendu des différentes matières est exécuté avec une brillance et une perfection picturales, depuis le doux duvet de la plume sur le béret et la soie délicate du sous-vêtement, en passant par le lourd tissu et la consistance soyeuse des plis des manches de la veste en satin duchesse, jusqu'à la chaîne aux maillons dorés, au cuir de la ceinture, à la garde de l'épée astucieusement forgée et au bois veiné de la tige de la hallebarde, mémoires de la leçon raphaëlesque.
Il existe, au Cabinet des dessins et des estampes du musée des Offices à Florence, un dessin préparatoire qui montre une approche différente de celle du Portrait d'un hallebardier, légèrement plus arquée et tournée différemment.

## Voir aussi

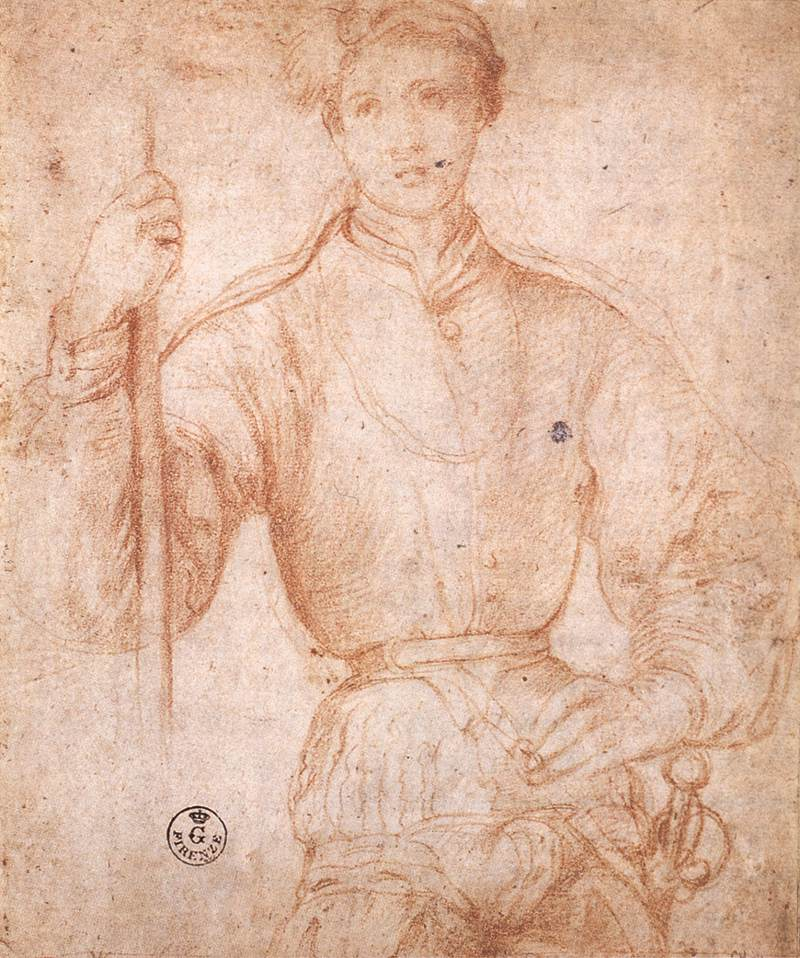
Dessin préparatoire pour le Portrait d'un hallebardier (avant 1529), Cabinet des dessins et des estampes du musée des Offices (Florence)
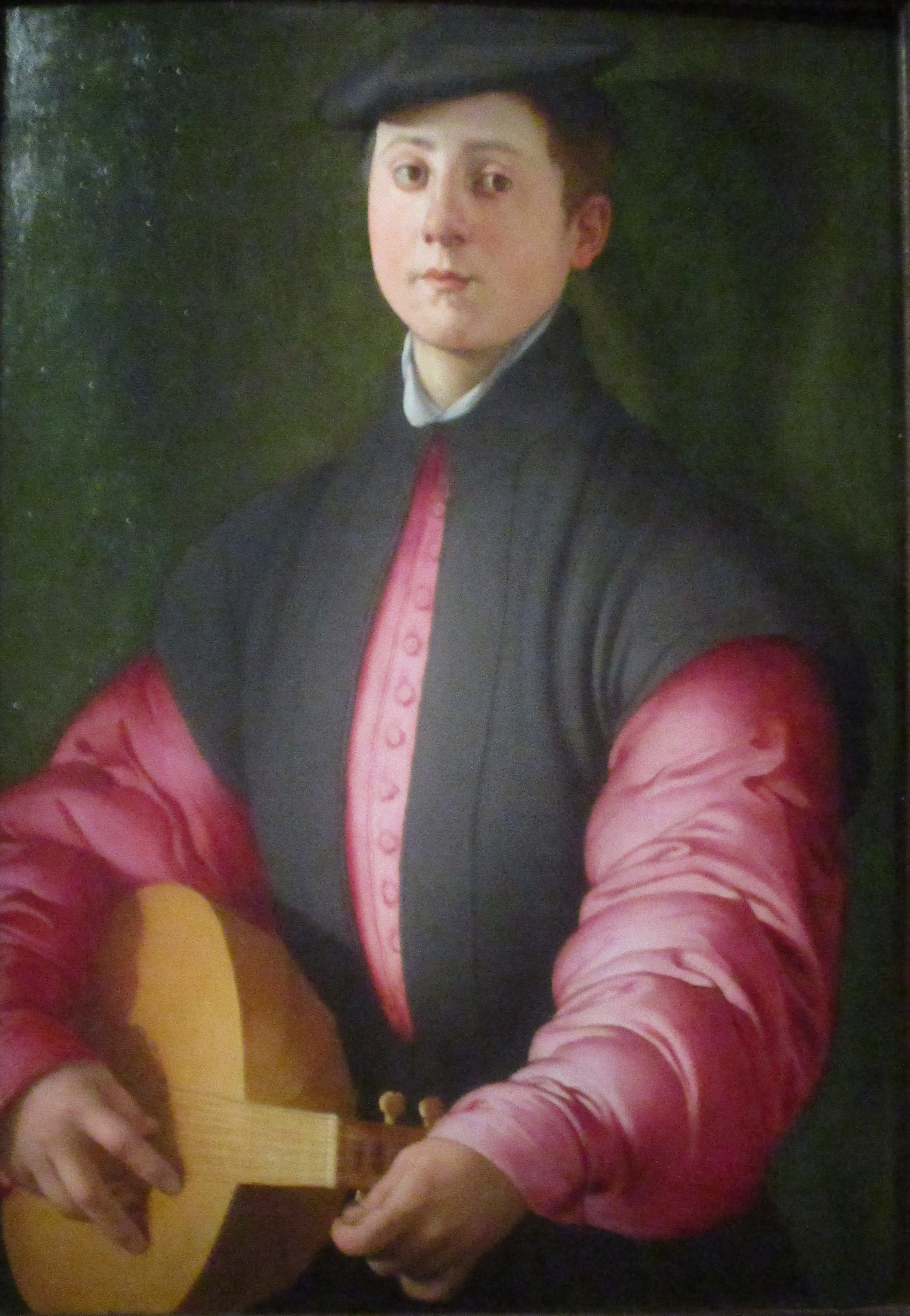
Portrait d'un joueur de luth (1529-1530), collection Alana, Newark (Delaware)
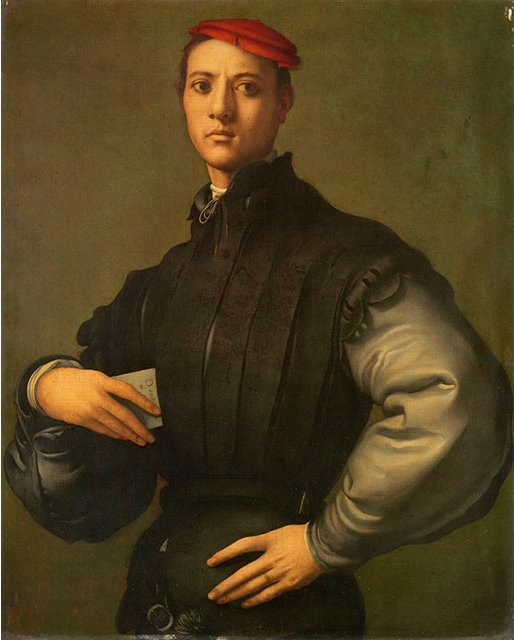
Portrait d'un jeune homme au chapeau rouge (1530), Collection J. Tomilson Hill, conservé au Royaume-Uni